# Eddie Johnson (pilota automobilistico)
Edward Franklin Johnson Jr, detto Eddie (Richmond, 10 febbraio 1919 – Cleveland, 30 giugno 1974), è stato un pilota automobilistico statunitense deceduto in un incidente aereo.
Tra il 1950 e il 1960 la 500 Miglia di Indianapolis faceva parte del Campionato Mondiale, per questo motivo Johnson ha all'attivo anche 9 Gran Premi in Formula 1. Prevalentemente la sua attività da pilota si è però svolta nei campionati americani di auto da corsa, prima nelle AAA e poi nelle USAC.
Johnson muore nel 1974 in un incidente aereo con la moglie Shirley e ricevettero sepoltura nel cimitero Rose Hill di Akron, Ohio.

## Risultati in Formula 1
| 1952 | Scuderia                       | Vettura |  |    |  |  |  |  |  |  |  |  |  | Punti | Pos. |
| ---- | ------------------------------ | ------- |  | -- |  |  |  |  |  |  |  |  |  | ----- | ---- |
| 1952 | Central Excavating/Pete Salemi | Trevis  |  | 16 |  |  |  |  |  |  |  |  |  |       |      |

| 1953 | Scuderia                       | Vettura      |  |   |  |  |  |  |  |  |  |  |  | Punti | Pos. |
| ---- | ------------------------------ | ------------ |  | - |  |  |  |  |  |  |  |  |  | ----- | ---- |
| 1953 | Travelon Trailer / Ernest Ruiz | Kurtis Kraft |  | 7 |  |  |  |  |  |  |  |  |  |       |      |

| 1954 | Scuderia          | Vettura |  |    |  |  |  |  |  |  |  |  |  | Punti | Pos. |
| ---- | ----------------- | ------- |  | -- |  |  |  |  |  |  |  |  |  | ----- | ---- |
| 1954 | Dr. R.N. Sabourin | Pawl    |  | 22 |  |  |  |  |  |  |  |  |  |       |      |

| 1955 | Scuderia                    | Vettura |  |  |    |  |  |  |  |  |  |  |  | Punti | Pos. |
| ---- | --------------------------- | ------- |  |  | -- |  |  |  |  |  |  |  |  | ----- | ---- |
| 1955 | McNamara / Kalamazoo Sports | Trevis  |  |  | 13 |  |  |  |  |  |  |  |  |       |      |

| 1956 | Scuderia                       | Vettura |  |  |    |  |  |  |  |  |  |  |  | Punti | Pos. |
| ---- | ------------------------------ | ------- |  |  | -- |  |  |  |  |  |  |  |  | ----- | ---- |
| 1956 | Central Excavating/Pete Salemi | Trevis  |  |  | 16 |  |  |  |  |  |  |  |  |       |      |

| 1957 | Scuderia     | Vettura      |  |  |    |  |  |  |  |  |  |  |  | Punti | Pos. |
| ---- | ------------ | ------------ |  |  | -- |  |  |  |  |  |  |  |  | ----- | ---- |
| 1957 | H.A. Chapman | Kurtis Kraft |  |  | 25 |  |  |  |  |  |  |  |  |       |      |

| 1958 | Scuderia       | Vettura      |  |  |  |   |  |  |  |  |  |  |  | Punti | Pos. |
| ---- | -------------- | ------------ |  |  |  | - |  |  |  |  |  |  |  | ----- | ---- |
| 1958 | Bryant Heating | Kurtis Kraft |  |  |  | 9 |  |  |  |  |  |  |  |       |      |

| 1959 | Scuderia       | Vettura      |  |   |  |  |  |  |  |  |  |  |  | Punti | Pos. |
| ---- | -------------- | ------------ |  | - |  |  |  |  |  |  |  |  |  | ----- | ---- |
| 1959 | Bryant Heating | Kurtis Kraft |  | 8 |  |  |  |  |  |  |  |  |  |       |      |

| 1960 | Scuderia    | Vettura |  |  |   |  |  |  |  |  |  |  |  | Punti | Pos. |
| ---- | ----------- | ------- |  |  | - |  |  |  |  |  |  |  |  | ----- | ---- |
| 1960 | Jim Robbins | Trevis  |  |  | 6 |  |  |  |  |  |  |  |  | 1     | 25º  |

| Legenda | 1º posto     | 2º posto | 3º posto    | A punti         | Senza punti/Non class.  | Grassetto – Pole position Corsivo – Giro più veloce |
| Legenda | Squalificato | Ritirato | Non partito | Non qualificato | Solo prove/Terzo pilota | Grassetto – Pole position Corsivo – Giro più veloce |